# Xã May/Smith, Quận Laclede, Missouri
Xã May/Smith (tiếng Anh: May/Smith Township) là một xã thuộc quận Laclede, tiểu bang Missouri, Hoa Kỳ. Năm 2010, dân số của xã này là 1.204 người.